# شهرستان آشیکیتا، کوماموتو

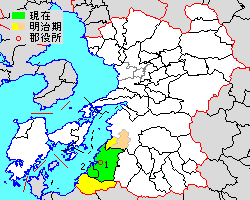

شهرستان آشیکیتا (انگلیسی: Ashikita District, Kumamoto) یکی از شهرستان‌های ژاپن است که در استان کوماموتو در ژاپن واقع شده است.